# Мелвойн, Джонатан
Джонатан Мелвойн (англ. Jonathan Melvoin; род. 6 декабря 1961, Лос-Анджелес, Калифорния, США — 12 июля 1996, Нью-Йорк, штат Нью-Йорк, США) — американский музыкант, наиболее известен как гастрольный клавишник рок-группы The Smashing Pumpkins, а также участник группы The Revolution и Wendy & Lisa, где играет его сестра Венди Мелвойн.

## Биография
Джонатан являлся братом музыкантов Сюзанн и Венди Мелвойнов, которые выступали в аккомпанирующей группе Принса — The Revolution. Его отцом был Майк Мелвойн, джазовый пианист и участник проекта The Wrecking Crew. Джонатан начал играть на ударных в возрасте пяти лет, друзья и родственники описывали его как музыканта, который мог сыграть что угодно.
На протяжении 1980-х Мелвойн был музыкантом ряда калифорнийских панк-групп, таких как The Dickies.
Он также был участником группы The Family, сайд-проекта Принса, которая является оригинальным исполнителем хитов «Nothing Compares 2 U» и « Screams of Passion & Mutiny», а также внесла музыкальный вклад во многие песни дуэта Wendy & Lisa и участвовала в записи «платинового» альбома Around the World in a Day. Помимо этого, Мелвойн исполнил партию ударных в композиции треке «Do U Lie?» выпущенной на ещё одном хитовом альбоме Принса — Parade, 1986 года. На момент своей смерти он был гастрольным клавишником группы The Smashing Pumpkins, проводившей турне в поддержку своей третьей студийной пластинки — Mellon Collie and the Infinite Sadness.

## Смерть
Мелвойн умер в Нью-Йорке в возрасте 34 лет в результате передозировки героина. Барабанщик The Smashing Pumpkins Джимми Чемберлин, употреблявший наркотики вместе с ним, попытался оказать музыканту первую помощь, но не смог вернуть его к жизни. Существует много различных теорий о том, как развивались события в тот вечер. Якобы операторы службы 911 посоветовали Чемберлину поместить голову Мелвойна под холодный душ, чтобы попытаться привести его в чувство, пока не приедут медики. В итоге, врачи констатировали смерть музыканта на месте пришествия. Эти трагические события привели к увольнению Чемберлина из группы. По словам участников The Smashing Pumpkins, у них обоих уже были передозировки во время этого турне. На момент своей смерти Мелвойн числился уволенным из группы, однако Билли Корган разрешил ему остаться до окончания гастролей. На замену погибшему музыканту был приглашён Деннис Флемион из группы The Frogs. Последним шоу Мелвойна с The Smashing Pumpkins был концерт в «USAir Arena» Ландовере, штат Мэриленд. В пресс-релизе группы, посвящённой этим событиям говорилось: 
Мы с сожалением сообщаем нашим друзьям и фанатам, что мы решили разорвать отношения с нашим другом и ударником Джимми Чемберлином. Для кого-то это будет шоком, для кого-то — нет, но для нас это тяжёлое потрясение. На протяжении девяти лет мы боролись с коварной болезнью Джимми — алкогольной и наркотической зависимостью. Она едва не уничтожила  сущность и посыл нашей группы. Мы решили продолжить без него и желаем ему самого лучшего. Мы втроём планируем немедленно начать поиск замены и закончить, начатое в начале года, турне. Мы хотели бы поблагодарить всех за добрые пожелания и поддержку в эту трагическую неделю.
The Smashing Pumpkins не были приглашены на похороны Мелвойна. У него остались жена и ребёнок. Впоследствии были выпущены несколько песен посвящённые Джонатану, включая композицию Сары Маклахлан «Angel», а также песни «Jonathan» дуэта Wendy & Lisa (под псевдонимом Girl Bros.) и «The Love We Make» Принса из альбома Emancipation.
Спустя год после смерти Мелвойна его вдова, Лора Мелвойн, подала на группу судебный иск от имени их четырёхмесячного сына. В нём сообщалось, что музыканты The Smashing Pumpkins косвенно способствовали смерти Мелвойна, так как не сумели должным образом проконтролировать его воздержание от наркотиков. Судебный процесс закончился выплатой компенсации в размере $10,001[уточнить].